# Eriosoma gillettei
Eriosoma gillettei är en insektsart. Eriosoma gillettei ingår i släktet Eriosoma och familjen långrörsbladlöss. Inga underarter finns listade i Catalogue of Life.